# مجله دانش‌آموز
دانش‌آموز در این مقاله نام یک مجله‌است. این مجله در فاصلهٔ سال‌های ۱۳۴۳ تا ۱۳۵۷ شمسی با نام عمومی پیک و از مهر ۱۳۶۱ شمسی تا کنون با نام عمومی رشد منتشر می‌شود. برای آشنایی دقیق‌تر با تاریخچهٔ فعالیت این نشریه به صفحه‌های پیک دانش‌آموز و رشد دانش‌آموز نگاه کنید.

## حذف عنوان پیک
در مهر ماه سال ۱۳۵۸ [ دسامبر ۱۹۸۰ میلادی] مجله‌ای منتشر می‌شد که آشکار بود خلف مجلهٔ پیک دانش‌آموز است؛ با این تفاوت که عنوان پیک از ابتدای آن برداشته شده بود. با این حال مجله از حیث محتوا تفاوت چشم‌گیری با سال‌های قبل نداشت. ما از توضیحاتی که سردبیر مجله در یادداشت نخست خود می‌دهد، درک می‌کنیم که دید خوبی نسبت به برخی از مطالب پیک وجود ندارد.پیک دانش‌آموز صفحات زیادی را به معرفی خاندان پهلوی و دست‌آوردهای این حکومت اختصاص داده بود.از این رو می‌توان فهمید که حذف عنوان پیک در آن شرایط بسیار موجه باشد. 
«محمود حکیمی» در یادداشت خود با اشاره به مبارزهٔ مردم ایران می‌نویسد: " مجلهٔ دانش‌آموز، از این پس در خدمت مردم قهرمان ایران است؛ در خدمت همهٔ کسانی که آزادی را دوست دارند." 
این عبارت آشکارا از دید او نسبت به گذشتهٔ مجله پرده برمی‌دارد. با وجود این، بسیاری از نویسندگان سابق این نشریه و از همه مهم‌تر سردبیران سابق آن یعنی اسماعیل سعادت و ایران گرگین نیز در هیات تحریریهٔ جدید حضور دارند. 
این مجله یک سال تمام منتشر شد. اما انتشار آن در سال دوم یعنی سال تحصیلی ۶۰-۱۳۵۹ با هجوم ارتش عراق به درون مرزهای ایران هم‌زمان شد. در فاصلهٔ سه ماه از آغاز سال تحصیلی، در دی ماه ۱۳۵۹ شمسی مجله کار خود را متوقف کرد. این نشریه باید دو سال صبر می‌کرد تا در مهر سال ۱۳۶۱ با عنوان رشد بر پیشانی به انتشار خود ادامه دهد.

## مجله دانش‌آموز
ناگفته نباید گذاشت که مجله‌های دیگری نیز با همین نام منتشر شده‌اند. سال‌ها پیش از آن‌که مجلات پیک کار خود را آغاز کنند، ادارهٔ کل نگارش وزارت فرهنگ و معارف ایران (آموزش و پرورش فعلی) نشریه‌ای را با نام دانش‌آموز در ۳۶ صفحه، برای محصلان سال‌های آخر دبستان و دبیرستان منتشر می‌کرد. سردبیر این مجله اقبال یغمایی بود که معمولاً خود نیز سرمقاله‌های آن را می‌نوشت. این نشریه در قطع رقعی کوچک منتشر می‌شد. 
این تصویر مربوط به دهمین شمارهٔ دانش‌آموز است که در تاریخ ۲۹ اسفند ۱۳۳۵ منتشر شده‌است. بنابر شناسنامهٔ این مجله، سال ۱۳۳۵، ششمین دورهٔ فعالیت مجله‌است و از این رو آغاز انتشار آن باید به سال ۱۳۳۰ باز گردد.

## پیوند به‌بیرون
- تصویر لوگو و جلد یکی از شماره‌های مجلهٔ دانش‌اموز